# Дики, Уильям (золотоискатель)
Уильям Эндрюс Дики, также Уильям Диккей (англ. William Andrews Dickey, 1862—1939) — предприниматель, золотоискатель и путешественник. Обследовал верховья реки Чулитна на Аляске, и в 1897 году сообщил о самой высокой горе Северной Америки, названной им Мак-Кинли.

## Биография
Родился в 1862 году в Манчестере, штат Нью-Гэмпшир, в семье строителя и школьной учительницы. В 1885 году окончил Колледж Нью-Джерси (ныне Принстонский университет).
В 1887 году перебрался в Сиэтл. В 1891 году женился на Мод Уорд, у них было четверо детей.
Великий пожар в Сиэтле 1889 года нанёс удар по его благосостоянию. В конечном счёте Уильям Дики поехал на Аляску.
В 1896 году со спутниками поднялся по реке Суситна в поисках россыпей золота и исследовал верховья её притока Чулитны. Здесь он описал гору, которой не было правительственных картах Аляски. Индейцы залива Кука называли её «Булшу» или «Булшайя», что значило что-то огромное.

24 января 1897 года в нью-йоркской газете «The Sun» вышла статья Уильяма Дики, где указывалась примерная высота 6100 метров и утверждалось, что гора является наивысшей точкой в Северной Америке: 
Мы назвали наш большой пик горой Мак-Кинли в честь Уильяма Мак-Кинли из Огайо, который был номинирован на пост президента, и этот факт был первой новостью, которую мы получили на нашем пути из этой прекрасной глуши. Мы не сомневаемся, что этот пик является самым высоким в Северной Америке, и оцениваем его высоту более 20 000 футов. Мы говорили с семью разными группами, которые видели гору этим летом, и они оценивают высоту более 20 000 футов. Большинство из них думают, что высота составляет около 25 000 футов.
Оригинальный текст (англ.)We named our great peak Mount McKinley, after William McKinley of Ohio, who had been nominated for the Presidency, and that fact was the first news we received on our way out of that wonderful wilderness. We have no doubt that this peak is the highest in North America, and estimate that it is over 20,000 feet high. We have talked with seven different parties who saw the mountain this summer, and they estimate its height at over 20,000 feet. Most of them think it is nearly 25,000 feet in altitude.

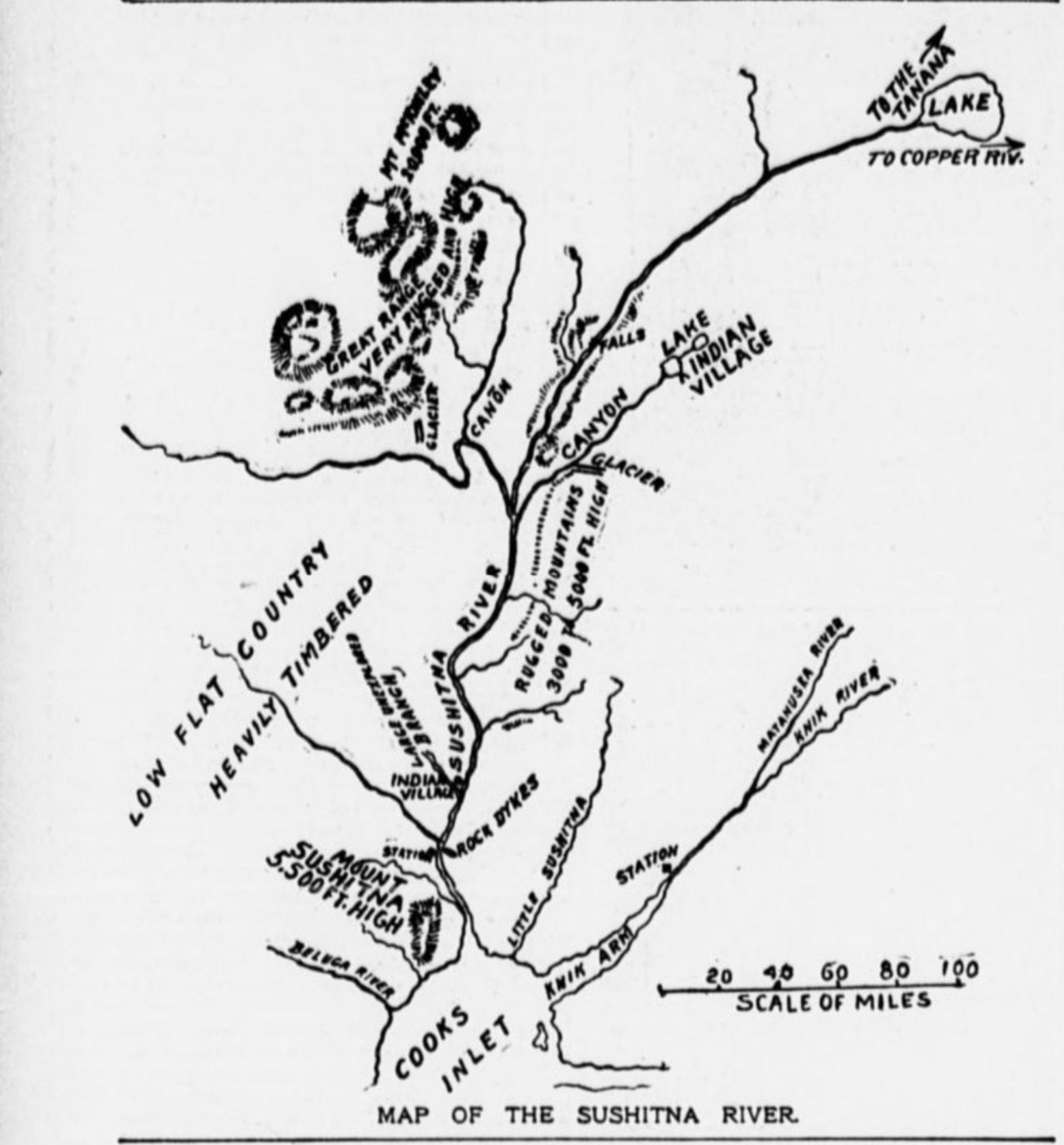
Рисунок Дики из статьи в «The Sun». Гора Мак-Кинли (MT MCKINLEY) подписана по вертикали в левом верхнем углу.

В ноябре 1897 года Уильям Дики написал об открытии в журнале «National Geographic».
Позже Белмор Браун вспоминал, что у Дики был другой мотив для названия Мак-Кинли: перед выборами многие хвалили достоинства чеканки серебряных монет, поэтому Дики решил в ответ назвать гору в честь Мак-Кинли, сторонника «золотого стандарта». Языковед Джеймс Кари отмечает, что Дики записал русское название «Большая», которое счёл индейским. И гора ещё в 1830-е годы была указана как «Тенада» Андреем Глазуновым и Фердинандом Врангелем.
Сообщение о самой высокой горе Северной Америки привлекло внимание альпинистов. А в 1898 году гору обследовали геологи Джордж Х. Элдридж и Роберт Малдроу. Малдроу подтвердил слова Дики о высоте горы. Дики же подозревал, что одна из геологических партий «пыталась украсть честь открытия и именования этого пика».
Согласно книге по истории семьи Дики, президент Мак-Кинли написал письмо с благодарностью за именование горы. Сам Уильям Дики в 1903 году занялся добычей меди в заливе Принс-Уильям на Аляске. Жена и дети жили там с ним. В статье 1913 года в местной газете «Valdez Daily Prospector» сказано, что у него была медная шахта в Валдизе.
В колледже и в более зрелые годы увлекался шахматами. По данным «Northwest Chess», чемпион штата Вашингтон в 1915—1925 годах.
По сведениям 1935 года жил в Сиэтле. Умер в декабре 1939 года.
В 1955 году Брэдфорд Уошберн дал имя Дики одному из пиков Аляскинского хребта. 62°56′45″ с. ш. 150°43′16″ з. д. Гора Дики (англ. Mount Dickey) высотой 2895 метров находится в национальном парке Денали.